# Auguste Clésinger
Auguste Clésinger (Jean-Baptiste Auguste Clésinger) (født 22. oktober 1814, død 5. januar 1883) var en fransk billedhugger og maler.

## Biografi
Auguste Clésinger blev født i Besançon i departementet Doubs i Frankrig. Hans far, Georges-Philippe, var billedhugger og oplærte sin søn i faget. Auguste udstillede sit første værk, en buste af vicomte Jules de Valdahon, ved Parisersalonen i 1843. Ved Salonen i 1847 vakte han opsigt med sin skulptur Kvinde Bidt af en Slange. Den var lavet ud fra en gipsfigur, som Apollonie Sabatier havde ligget model til; hun var Charles Baudelaires elskerinde.
Kunstanmelderen Théophile Gautier gav en rosende anmeldelse af skulpturen:
"Clésinger har løst problemet med at afbilde skønhed uden sødme, uden affektation, uden krukkeri, med en krop og et hoved svarende til nutiden, i hvilke man genkender hans elskerinde, hvis hun altså er smuk."
Clésinger afbildede også Sabatier som hende selv i en skulptur fra 1847, der i dag findes på Musée d'Orsay.
Han kreerede buster af skuespillerinden Rachel Félix og Théophile Gautier samt en statue af Louise af Savoyen (denne står nu i parken Jardin du Luxembourg). Han modtog Æreslegionens ridderkors i 1849 og blev i 1864 udnævnt til officer i legionen. I 1847 giftede han sig med George Sands datter Solange Dudevant. I 1849 fik parret en datter, Jeanne (med kælenavnet "Nini"); hun døde i 1855 kort tid efter forældrenes separation.
Efter Frédéric Chopins død natten til den 17. oktober 1849 lavede Clésinger en dødsmaske af Chopin og en afstøbning af hans hænder. Desuden kreerede Clésinger i 1850 det hvide marmormonument af musikkens muse Euterpe, der pryder Chopins gravsted på Cimetière du Père-Lachaise i Paris.
Clésinger døde i Paris den 5. januar 1883. Han ligger begravet på Cimetière du Père-Lachaise (afdeling 10).

## Værker i udvalg
- 1847: Kvinde Bidt af en Slange. Marmor. Musée d'Orsay.
- 1847: Louise af Savoyen. Stenstatue. Jardin du Luxembourg.
- 1848: Bacchante, en variation over Kvinde Bidt af en Slange. Marmor. Musée du Petit-Palais.
- 1854: Sapfo. Gips. Musée municipal de Châlons-en-Champagne.
- 1857: Den Romerske Tyrekamp. Farvet gips. Musée des Beaux-Arts de Besançon.
- 1857: Den Spæde Herakles, der kvæler Misundelsens Slanger. Bronze. Musée d'Orsay.
- 1865: Femme à la rose. Bronze. Musée d'Orsay.
- 1869: Nereid groupe en marbre. Marmor. Musée des Beaux-Arts et d’archéologie de Besançon.

### Bibelske værker
Clésinger udførte også skulpturer forestillende Via Dolorosa, den sørgende Jomfru Maria, Gravlæggelsen, Genopstandelsen og Himmelfarten til sidekapellerne i kirken Église de la Madeleine i Besançon.
|  |  |  |  |

## Eksterne links
- Wikimedia Commons har flere filer relateret til Auguste Clésinger
- Biografier om Auguste Clésinger Arkiveret 7. august 2008 hos  Wayback Machine (fransk)
- Les amis de George Sand Arkiveret 11. januar 2013 hos  hos Archive.is (fransk)

1. 1 2  Navnet er anført på engelsk og stammer fra Wikidata hvor navnet endnu ikke findes på dansk.